# Georgius de Hungaria
Georgius de Hungaria (auch Frater Georgius, Georgius de Septemcastris, Rumeser Student, Namenloser Mühlbacher, * 1422 in Rumes, Siebenbürgen; † 1502 in Rom) war ein siebenbürgischer Dominikaner, der als Jugendlicher bei einem Angriff osmanischer Truppen gefangen genommen und in die Türkei verschleppt wurde. Er verfasste später ein autobiographisches Buch über seine Erlebnisse, das eines der frühen abendländischen Werke über die Türken und den Islam darstellt. Martin Luther übersetzte das Werk 1530 ins Deutsche.

## Leben
Über das Leben von Georgius weiß die Forschung nur aus seinem eigenen Werk. Eine zweite Überlieferung bilden Informationen über einen Rumeser Studenten, der ebenfalls von den Türken verschleppt wurde und von dem Schriften tradiert sind. Lange Zeit nahm die Forschung an, dass es sich dabei um zwei verschiedene Personen handele. Neuerdings wird jedoch mehrheitlich davon ausgegangen, dass es sich dabei um dieselbe Person handelt. Die folgende Lebensbeschreibung basiert also auf der Synthese beider Überlieferungsstränge:

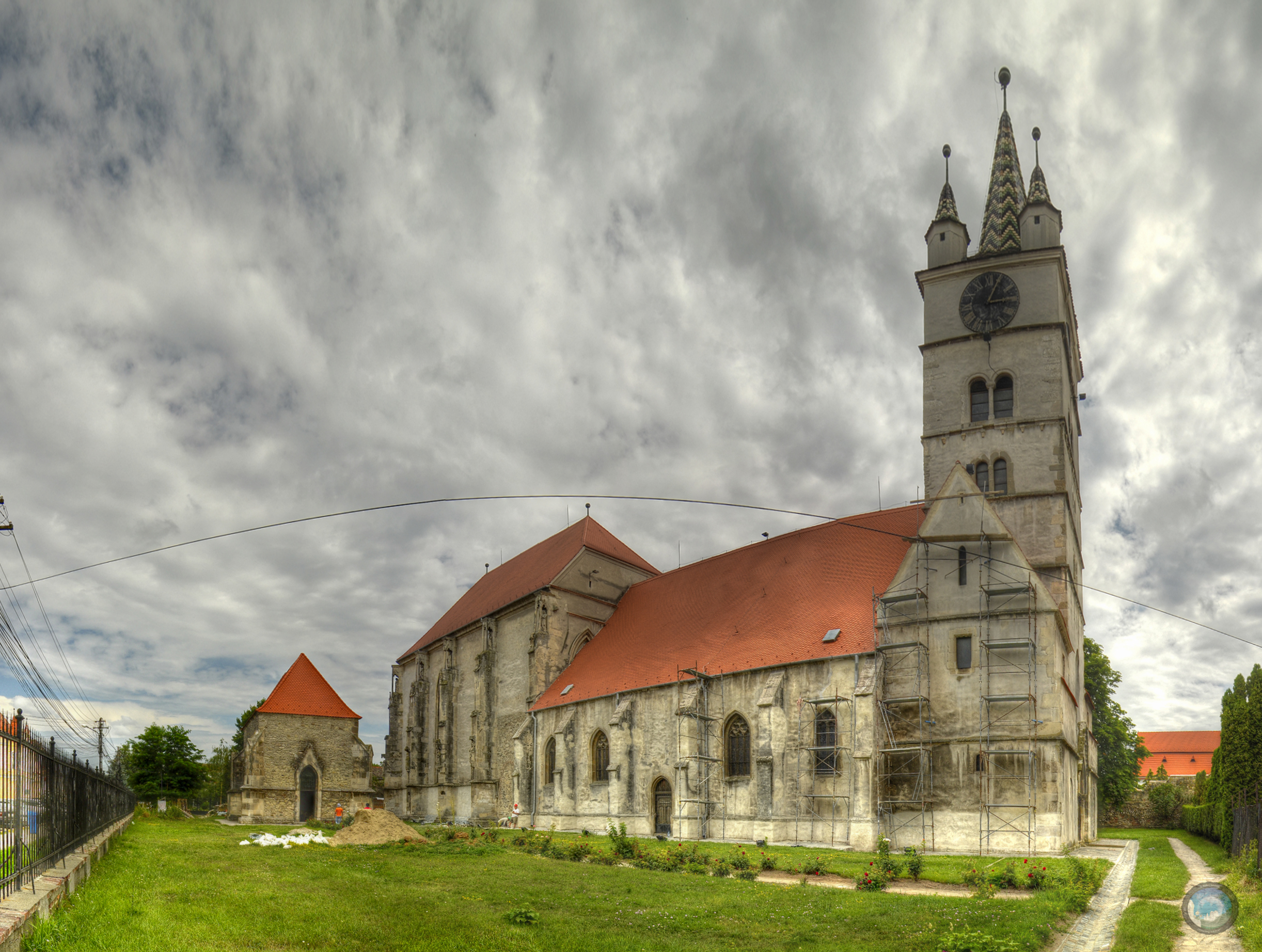
Die Mühlbacher Kirchenburg mit Resten der Befestigungsanlage

Georgius wurde in Rumes, einem Dorf der Siebenbürger Sachsen, 1422 geboren. Es ist demnach anzunehmen, dass er selbst ein deutschsprachiger Sachse war, jedoch ist das nicht eindeutig gesichert. Seine Werke und andere zeitgenössische Erwähnungen sind auf Latein geschrieben, wodurch die ethnische Zugehörigkeit nicht eindeutig festgemacht werden kann. Er könnte auch ein siebenbürgischer Ungar gewesen sein, oder auch Rumäne, wobei letzteres eher unwahrscheinlich ist, da es damals praktisch keine katholischen Rumänen gab. Jedenfalls hat er schon als Jugendlicher eine schulische Ausbildung erhalten. Im Jahre 1436 ging er nach Mühlbach (rum. Sebeș), wo er als Novize die dortige Schule der Dominikaner besuchte. Nur ein Jahr später, 1437, zu einer Zeit als Konstantinopel noch byzantinisch war, wurde Mühlbach in einem der ersten so weit nördlichen Vorstöße osmanischer Truppen angegriffen und belagert. Im Heer von Sultan Murad II. waren auch walachische Truppen unter Vlad II. Dracul. Die Einwohner kapitulierten bald, nur in einem Turm verschanzten sich einige Studenten unter dem Kommando eines Adeligen. Nachdem die Angreifer Feuer um den Turm gelegt hatten, musste sich auch diese kleine Gruppe ergeben. Ein großer Teil der Einwohner Mühlbachs wurde von den Türken gefangen genommen und verschleppt. Während die meisten nach Zahlung eines Lösegeldes ein Jahr später wieder in ihren Heimatort zurückkehrten, wurde die Gruppe aus dem Turm bis nach Adrianopel verschleppt und dort als Sklaven verkauft, darunter der erst 17-jährige Georgius.
Laut seinem Bericht lebte er dann mehr als 20 Jahre in der Türkei, machte mehrere erfolglose Fluchtversuche, wurde immer wieder von einem Herrn zum nächsten verkauft, kam aber in dieser Zeit intensiv mit der türkischen Lebensart in Kontakt und lernte den Islam kennen. Als gebildeter Sklave wurde er gut behandelt und von seinem letzten Herrn wie ein eigener Sohn angesehen. Er bereiste sowohl Rumelien als auch den asiatischen Teil in Anatolien, er kam in Kontakt mit islamischen Gelehrten, darunter auch Derwische. Unter dem Eindruck der damals aufblühenden osmanischen Hochkultur begann er an seiner Erziehung zu zweifeln und bewunderte auf eine bestimmte Art die islamische Lebensweise der Türken. Besonders die damalige Sittenstrenge, die Höflichkeit und die Bescheidenheit imponierten ihm. Zu einem Zeitpunkt wurde ihm sogar eine gehobene Funktion als Lehrer in einer Derwisch-Madrasa angeboten. Im Jahr 1458 konnte er schließlich seinen letzten Herrn überzeugen, dass er gern zu weiteren theologischen Studien zurück in den Westen reisen würde, was ihm gewährt wurde. Er ging nun nach Italien und schloss sich in Rom wieder den Dominikanern an, die er aus seinen Jugendtagen kannte. In Rom verfasste er schließlich sein autobiographisches Werk, das 1481 auf Latein publiziert wurde. Er lebte noch bis 1502 und starb in Rom. Ob er jemals in seine siebenbürgische Heimat zurückkehrte, ist unbekannt.

## Werk
Sein Werk Tractatus de moribus, condictionibus et nequicia Turcorum (Traktat über die Sitten, die Lebensverhältnisse und die Arglist der Türken) erschien 1481 und war zunächst wenig beachtet. Erst nach seinem Tod, als die Türken in der Schlacht bei Mohács 1526 die Ungarn besiegten und 1529 vor Wien standen, erwachte im christlichen Abendland das Interesse an Informationen über die Türken. Martin Luther, der das Werk wohl schon einige Jahre gekannt hatte, übersetzte es 1529 ins Deutsche und publizierte es 1530. Durch den mittlerweile erfundenen Buchdruck fand es schnelle Verbreitung. Allein aus dem 16. Jahrhundert sind elf deutsche Auflagen bekannt. Als einer der wenigen Augenzeugenberichte aus dem osmanischen Reich wurde es im 16. Jahrhundert zu einer Art „Bestseller“, während es später wieder weitgehend in Vergessenheit geriet und im 20. Jahrhundert nur noch für die siebenbürgische Lokalgeschichtsschreibung eine Rolle spielte.
Georgius, der seine Erlebnisse mit zeitlichem Abstand von mehr als 20 Jahren aufschrieb, war noch ganz ein Mensch des Mittelalters, von scholastischer Bildung geprägt. Er lehnte die beginnende Renaissance in Italien ab, kritisierte die Korruption in der Kurie, den Ämterkauf (Simonie), den Luxus und die Eitelkeit der Oberschicht, aber auch die Lasterhaftigkeit der einfachen Leute in den westlichen Ländern. Trotz aller Ablehnung des Islams als Häresie imponierte ihm die Sittenstrenge, die Reinlichkeit und die Rechtschaffenheit der Türken. Hin- und hergerissen zwischen seinem Gewissen und dem, was er als wohlwollend behandelter Sklave im osmanischen Reich erlebte, entwickelte er eigene Erklärungen, wie ein Christ mit solchen Erfahrungen umgehen könne. Besonders imponierten ihm die türkischen Derwische, die ähnlich Mönchen eine mystische Religiosität praktizierten. Als Scholastiker, der auf die Macht der Vernunft und des Arguments vertraute, empfand er hingegen die militaristische Ausdehnung des Islam durch das Schwert als abstoßend. Arabische oder persische Muslime kommen in seinem Werk nicht vor, ebenso erwähnt er orthodoxe Christen unter türkischer Herrschaft mit keinem Wort, obwohl er diesen in Adrianopel oder Konstantinopel begegnet sein muss. Sein Werk ist ganz eine Gegenüberstellung der lateinischen Kirche mit den muslimischen Türken. In einem Anhang beruft er sich auf Joachim von Fiore, der drei Jahrhunderte vor ihm lebte und der sich theoretisch mit dem Islams befasste. In einem weiteren Anhang liefert er zwei Gedichte in türkischer Sprache, die davor im Westen nicht schriftlich überliefert sind – ein Grund warum sein Bericht als authentisch betrachtet wird.

## Tractatus de moribus, condictionibus et nequicia Turcorum
Kapitel:
- 0.1. Vorwort
- 0.2. Vorrede
- 1. Wie die Türken nach und nach den Orient besetzten und besiedelten
- 2. Wie sich die Sekte der Türken vermehrt hat und woher der Name Türke kommte
- 3. Wie schrecklich die Sekte der Türken ist und wie sehr man sie fürchten muß
- 4. Wie sich die Verfolgung des Körpers und die Verfolgung der Seele unterscheiden
- 5. Wie sehr die Türken darauf aus sind, die Christen aufzuspüren und zu rauben
- 6. Wie sie die Gefangenen verwahren, kaufen und verkaufen
- 7. Von ihrer Gier nach dem Besitz von Sklaven und Sklavinnen und von der Flucht und Befreiung der Sklaven
- 8. Von denen, die sich nicht gegen ihren Willen und unter Zwang, sondern freiwillig dieser Gefahr aussetzen oder sich in sie begeben.
- 9. Von den Gründen, durch die man sich von dieser Sekte überzeugen lässt und ihr den Vorzug vor dem christlichen Glauben gibt, sowie von ihren vielfältigen Arten
- 10. Von den speziellen Erfahrungsgründen
- 11. Von den Gründen, die andere anlocken und zugleich die Türken selbst in ihrem Irrglauben sehr bestärken
- 12. Von der Ehrbarkeit der türkischen Frauen
- 13. Von den übernatürlichen und geistigen Gründen und als erstes von Glaubensbekenntnis und Gesetz der Türken
- 14. Von den übernatürlichen und religiösen Gründen
- 15. Weiter von den übernatürlichen Gründen und von den trügerischen Zeichen und Wundern
- 16. Ob irgendwelche Gründe hinreichend sind, einem Christen den Glauben zu nehmen
- 17. Von der Deutung der Gründe
- 18. Von den künftigen großen Fortschritten dieser Sekte, wie sie sich aus der Betrachtung ihres Fundaments ergeben
- 19. Von der Deutung der übrigen Gründe
- 20. Von den Gründen, die einen von der Irrlehre der Türken abbringen
- 21. Vom zweiten und dritten der Gründe, die einen vom Irrglauben der Türken abbringen: ihre Unwissenheit und Verstocktheit
- 22. Von einem bemerkenswerten Vorfall, der sich in der Türkei ereignete – als Bestätigung des bisher Gesagten
- 23. Von den Vorzügen der christlichen Religion
- A.1. Zur Beglaubigung des Zeugniswertes des Gesagten
- A.2. Zwei Gedichte in türkischer Volkssprache
- A.3. Die Meinung des Abtes Joachim über die Sekte des Mechomet